# Visione di Costantino (Bernini)
La Visione di Costantino è una statua equestre realizzata da Gian Lorenzo Bernini posizionata alla base della Scala Regia del Palazzo Apostolico di Città del Vaticano.
Inizialmente commissionata come un'opera da installare senza particolari vincoli all'interno della stessa Basilica di San Pietro, la scultura fu poi concepita nel 1670, dopo che Bernini ebbe lavorato a lungo nel rimaneggiamento della scala, come parte integrante della stessa. A differenza di molte altre opere dell'artista, gli storici dell'arte concordano nel dire che questa scultura è stata realizzata pressoché interamente da lui, tra l'altro non risultano altri artisti retribuiti per tale commissione. Il solo Bernini, quindi, riscosse un totale di 7 000 scudi romani.

## Storia

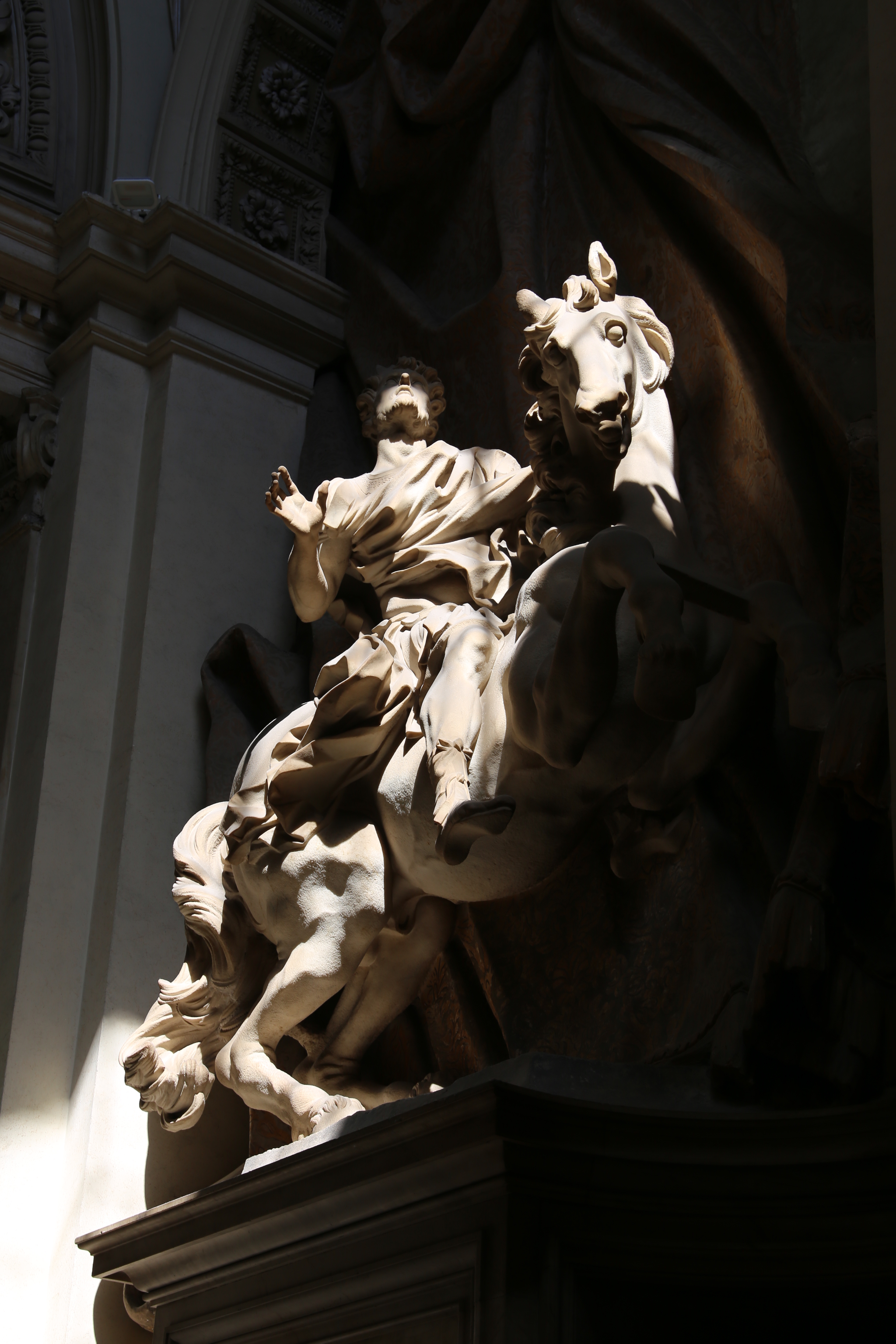
Veduta laterale. La luce naturale proveniente dalla finestra inonda la figura di Costantino, contribuendo a dare l'effetto della "visione".

La lunga storia della scultura comincia nel 1654, quando Bernini cominciò a lavorare al Costantino, con molta probabilità commissionato da Papa Innocenzo X. Nel progetto originario la statua doveva essere collocata all'interno della Basilica di San Pietro. Quando Alessandro VII salì alla soglia pontificia l'anno seguente, il progetto fu rinvigorito: il papa, infatti, garantì a Bernini l'arrivo di un grande blocco di marmo che l'artista avrebbe potuto utilizzare per la fase preparatoria e la realizzazione di schizzi e bozzetti. Tuttavia, per motivazioni non chiare, il progetto fu rimandato, e Bernini non cominciò a lavorare sul blocco prima del 1662.
Negli anni sessanta di quel secolo - non è noto il momento esatto - si decise di posizionare la statua equestre nella nuova Scala Regia che il Bernini stesso stava progettando. Lo scultore quindi continuò a perfezionare la sua opera, cambiando la stessa in base alla nuova collocazione. Grandi modelli in terracotta furono inseriti nella nicchia, permettendo all'artista di osservare l'effetto della composizione finale. A causa delle grandi dimensioni della nicchia, la scultura era sopraffatta: per far fronte a tale problematica, Bernini decise di aggiungervi un grande panneggio dall'effetto dinamico e sinuoso, posizionato proprio alle spalle della statua.  
Risolto l'inconveniente, Bernini poté dare gli ultimi ritocchi all'opera, che ultimò nel 1668. 
Furono impiegati dieci giorni per trasportare la statua dallo studio di Bernini alla Scala Regia, e fu necessario anche l'impiego di guardie che sorvegliassero l'opera durante la notte. Furono inoltre adoperati ingenti quantità di paglia, argani, assi e travi per trascinarla. La scultura giunse nella sua collocazione attuale il 12 gennaio 1669. Lavori architettonici e decorativi (quali, ad esempio, quelli per il drappeggio) continuarono fino al 1669, così come la lucidatura dell'opera stessa.

## Descrizione
La figura di Costantino, tra i primi regnanti cristiani, era particolarmente ammirata dai papi successivi, in modo particolare suscitava grande interesse nel XVII secolo. Bernini, pertanto, scelse per l'opera un particolare momento della vita di Costantino. 
Prima della battaglia contro l'autoproclamato imperatore Massenzio, Costantino pregava con i suoi soldati. Ad un tratto, una croce apparve nel cielo, al di sopra del sole, splendente e con la scritta In Hoc Signo Vinces, "in (sotto) questo segno vincerai" appunto. Il miracolo meravigliò Costantino e le sue truppe a tal punto che loro, forti della fede e della speranza, sbaragliarono Massenzio ed i suoi soldati nella battaglia di Ponte Milvio, dopo la quale Costantino entrò trionfalmente a Roma, concedendo la tolleranza religiosa e liberando di conseguenza i Cristiani dalle persecuzioni romane.

## Fortuna critica

### Contemporanea a Bernini
Escludendo un breve periodo, tra il 1644 e il 1651 circa, durante il quale subì una notevole battuta d'arresto, Bernini riuscì sempre a farsi apprezzare dalla popolazione e dalla aristocrazia romana. Eppure il Costantino fu immediatamente criticato non appena fu mostrato. Una grande quantità di opuscoli elencava i punti i debolezza dell'opera: la croce che ispirava Costantino risultava invisibile a molte persone, per cui il soggetto risultava di difficile interpretazione; l'opera in sé appariva come qualcosa di non definito, a metà tra il rilievo e una scultura svincolata a tutto tondo; vi erano anche dubbi in merito a delle inesattezze dal punto di vista storico, come la scelta di rappresentare Costantino come un uomo giovane e con la barba corta. Fu evidenziato anche che lo stesso non aveva equipaggiamenti come la sella o le briglie, tipiche di chi sta a cavallo. In aggiunta, fu disprezzata la scelta di sacrificare il realismo del cavallo per ottenere un maggiore effetto dinamico (in modo particolare non furono graditi l'eccessiva lunghezza del cavallo stesso, la curvatura del corpo, il collo lungo, la coda sproporzionata e le orecchie inusualmente modellate).

### Moderna
Forse per la sua relativa inaccessibilità (a meno che non si abbia un permesso speciale per l'accesso ai Palazzi Vaticani nella loro interezza, l'unico punto da cui è visibile la statua è sotto il colonnato di San Pietro), la statua di Costantino non ha ricevuto grandi attenzioni dalla storia dell'arte. Ciò potrebbe essere accaduto anche a causa dei giudizi che l'opera ha ricevuto in principio. Irving Lavin sorvolò sull'opera nel suo Bernini e l'unità delle arti visive, e Charles Avery, nello scritto Bernini: Genio del Barocco scrive poco al riguardo. Persino Tod Marder, l'unico storico dell'arte ad aver dedicato un intero libro sul Costantino e sulla Scala Regia ammette che "Non potremo mai sapere come dovesse apparire la statua equestre di Costantino prima che fosse ultimata in situ, ma possiamo ipotizzare che nella mente del Bernini avesse una suggestione formale di gran lunga superiore". Rudolf Wittkower risulta invece molto più generoso e scrive: "Il monumento è posizionato davanti ad un enorme drappeggio mosso dal vento, e questo espediente accresce nell'osservatore l'idea dell'improvvisa interruzione della cavalcata, e rende un'esperienza straordinariamente convincente il suo (di Costantino) affascinante tirarsi indietro e le reazioni simultaneamente rilevate nell'animale".